# Diálogo Entre um Padre e um Moribundo
Diálogo Entre um Padre e um Moribundo (original em francês: Dialogue entre un prêtre et un moribond) é um diálogo escrito pelo Marquês de Sade enquanto encarcerado no Château de Vincennes em 1782. É uma das primeiras obras escritas conhecidas de Sade a ser datada com certeza, e foi publicada pela primeira vez em 1926, juntamente com uma edição de Historiettes, Contes et Fabliaux (escrito originalmente em 1788). Foi posteriormente publicado em inglês em 1927 por Pascal Covici em uma edição limitada e numerada à mão de 650 cópias.

## Enredo
A obra expressa o ateísmo do autor ao fazer um moribundo (um libertino) contar a um padre sobre o que ele considera os erros de uma vida piedosa.
De acordo com John Phillips, professor emérito de literatura e cultura francesa na London Metropolitan University:

De todas as expressões diretas do ateísmo na obra de Sade, o Diálogo... é provavelmente o mais incisivo e, ao mesmo tempo, o mais artisticamente satisfatório... A influência da formação jesuíta de Sade no debate retórico é a mola mestra deste brilhante ensaio dramático, que, como o título sugere, não é tanto teatro, mas diálogo filosófico. Mas o que torna o trabalho encantador e persuasivo é o humor travesso que está por trás de seus personagens e situação.

No entanto, Steven Barbone, da San Diego State University observa que:

Nós podemos postular uma de duas coisas: Sade ficou inteiramente satisfeito com este manuscrito e não viu razão para fazer qualquer alteração nele ou Sade desistiu completamente do diálogo e decidiu abandoná-lo. A razão para qualquer uma dessas hipóteses é que o próprio manuscrito quase não contém vestígios da edição de Sade. Cabe ao leitor adivinhar se o “Diálogo entre o Padre e o Moribundo” é a posição de Sade ou não. De qualquer forma, vale a pena ler mesmo no caso muito improvável de apresentar uma posição que Sade teria repudiado. (Talvez seja esse o caso: perto do início de outubro de 1788, o próprio Sade fez um catálogo de suas obras, e o “Diálogo” é omitido.) :343

## História da publicação
Sade completou o caderno que contém o Diálogo em 12 de julho de 1782, enquanto estava preso no Château de Vincennes. Ele levou o manuscrito com ele quando foi transferido para a Bastilha em 1784.:343
Após a Tomada da Bastilha em 14 de julho de 1789, os escritos de Sade na prisão desapareceram (Sade havia sido transferido para Charenton em 4 de julho), o manuscrito do Diálogo entre eles. No entanto, sobreviveu em coleções particulares e foi vendido em leilão várias vezes durante o século dezenove. Em 6 de novembro de 1920 foi comprado por Maurice Heine em um leilão no Hôtel Drouot, em Paris, e ele supervisionou sua publicação na França pela primeira vez em 1926 em uma edição limitada de 500 exemplares para a qual escreveu uma introdução.
O Diálogo foi republicado em francês várias vezes desde a década de 1950, inclusive em edições acadêmicas das obras de Sade editadas por Gilbert Lely, Le Brun e Pauvert, e Michel Delon.

### Traduções em outros idiomas
A primeira tradução em inglês foi publicada nos Estados Unidos por Pascal Covici em 1927, novamente em uma edição limitada de 650 exemplares numerados. O tradutor foi Samuel Putnam. Esta edição foi baseada na primeira edição francesa e incluiu uma tradução da introdução de Heine.
Em 1929, Haldeman-Julius publicou a tradução de Putnam como Little Blue Book #1405, sob o título Dialogue between a priest and a dying atheist. Uma versão desta edição (com um pequeno extrato da introdução de Heine) foi republicada em 1997 pela See Sharp Press de Chaz Bufe.
Outras traduções originais em inglês foram produzidas por Leonard de Saint-Yves (1953 ), Paul Dinnage (1953, incompleto), Richard Seaver e Austryn Wainhouse (1965. Para mais informações sobre as traduções de Seaver/Wainhouse de Sade, ver Wyngaard (2013) ), Paul J. Gillett (1966 ), Nicolas Walter (1982, reimpresso em 2001), Margaret Crosland (1991 ), David Coward (1992 ) e Steven Barbone (2000 ).

## Legado
O diálogo inspirou uma cena semelhante no filme Nazarín (1959), de Luis Buñuel, em que uma mulher moribunda afasta um padre enquanto está em seu leito de morte. Buñuel já havia adaptado Os 120 Dias de Sodoma em uma cena em seu anterior L'Age d'Or (1930) e continuaria apresentando o próprio Marquês como personagem em La Voie Lactée (1969).